# نت‌ایندکس

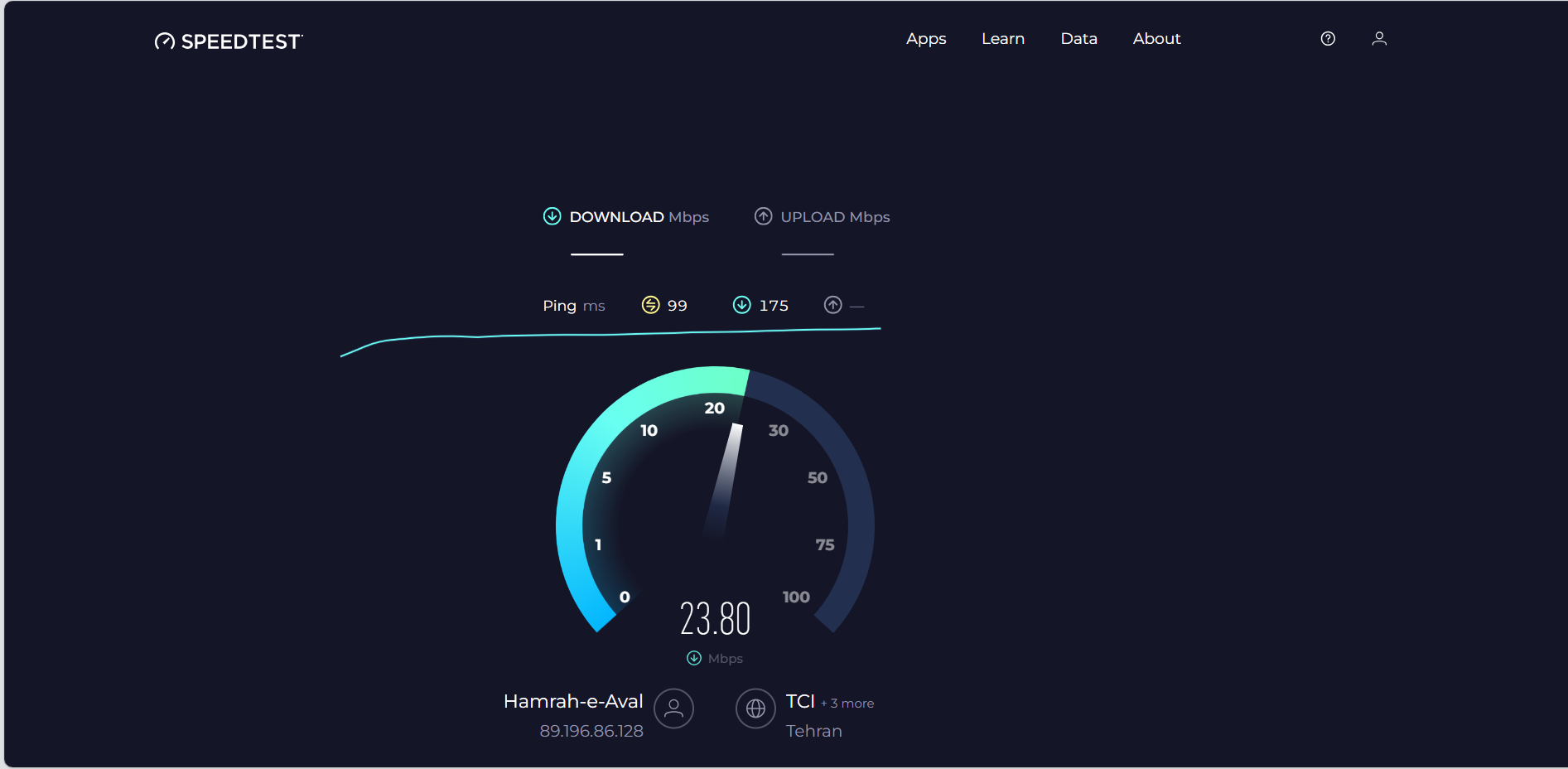
رابط کاربری وبسایت speedtest

نت ایندکس (به انگلیسی: Net Index) نام یک وب‌گاه وابسته به شرکت اوکلا (به انگلیسی: Ookla) است که خدمات اندازه‌گیری سرعت اینترنت ارائه می‌کند. این وب‌گاه دو شاخص پهنای باند و نهفتگی را با استفاده از سرورهایی که در اقصی نقاط جهان دارد اندازه‌گیری می‌کند.